# مستشار جزیره
مستشار جزیره فیلمی به کارگردانی جمشید شیبانی، اکبر دست ورز و نویسندگی صادق بهرامی محصول سال ۱۳۳۵ است. این فیلم، اقتباسی از یک داستان کوتاه نوشته‌ی الکساندر دوما است.

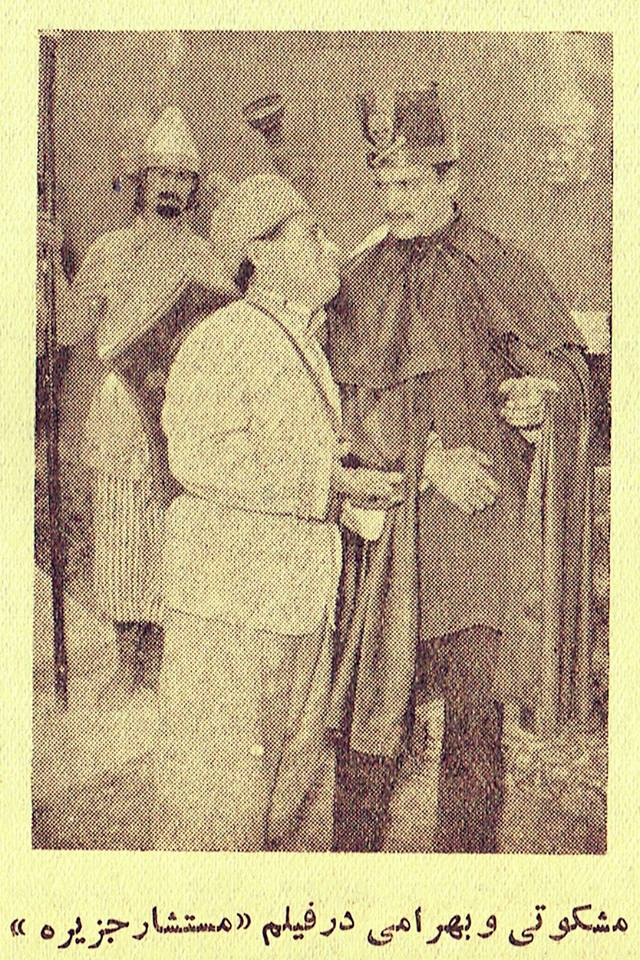
بهرامی، مشکوتی و دست‌ورز در نمایی از فیلم

## خلاصه داستان
مردی(صادق بهرامی) در راه سفری دریایی با طوفان سختی روبرو می‌شود .
کشتی او در برخورد با طوفان شکسته و  غرق شده و مرد به جزیره‌ای ناشناخته می‌افتد. او با نظریاتی خاص، قانون و نحوه‌ی زندگی مردم در جزیره را تغییر می‌دهد و پس از پیروز شدن در برابر توطئه‌ها، توسط پادشاه جزیره(عبدالله مشکوتی) به عنوان مستشار جزیره انتخاب می‌شود.

## بازیگران
- صادق بهرامی در نقش مستشار جزیره
- عبداله مشکوتی در نقش پادشاه جزیره
- غلامحسین نقشینه در نقش وزیر
- فخری خوروش در نقش ملکه‌ی جزیره
- مهری مشکین در نقش کنیز
- اکبر دست ورز در نقش ملازم شاه
- فریدون صابر در نقش برده